# ختير أرجواني
ختير أرجواني (الاسم العلمي: Cortinarius purpurascens)، نوع فطريات من جنس الختير وفصيلة الختيريات. يوجد في الغابات الصنوبرية، في جميع أنحاء المنطقة المعتدلة في نصف الكرة الشمالي، بما في ذلك أوروبا وأمريكا الشمالية.
لحميته جيدة الصنف، مأكولة.